# Blue Suede Shoes

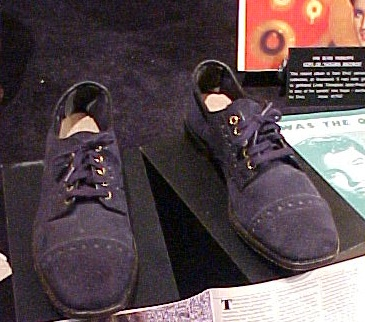
Due scarpe di camoscio blu, ispirazione del brano

Blue Suede Shoes è un brano musicale ritenuto ormai uno standard rock and roll scritto e registrato dal chitarrista Carl Perkins nel 1955 e pubblicata per la prima volta l'anno successivo nel singolo Blue Suede Shoes/Honey, Don't!. La canzone è considerata uno dei primi brani di puro rockabilly che incorpora elementi di blues, country e pop allo stesso tempo. Il brano è stato reinterpretato con successo da Elvis Presley che ne incise una celebre cover poco dopo l'uscita dell'originale di Perkins.

## Il brano

### Origine e storia
Johnny Cash gettò inconsapevolmente le fondamenta del brano alla fine del 1955, mentre Perkins, Cash, Elvis Presley, e altri artisti della Louisiana Hayride giravano in tour per gli Stati Uniti meridionali. Cash raccontò a Perkins di un aviatore nero che aveva incontrato quando faceva il servizio militare in Germania. Il tizio si riferiva alle sue scarpe regolamentari da aviatore militare chiamandole "scarpe di camoscio blu". Cash suggerì a Carl di scriverci su una canzone. Carl rispose: «Io non ne so niente di scarpe. Come posso scrivere una canzone su delle scarpe?»
Il 4 dicembre 1955, mentre era in concerto, Perkins notò una coppia che ballava vicino al palco. Mentre si esibiva, nella pausa tra una canzone e l'altra Carl udì qualcuno che urlava con voce forte «Uh-uh, don't step on my suedes!» ("Non calpestarmi le mie scamosciate!"). Carl guardò in basso e vide che il ragazzo portava delle scarpe di pelle di camoscio di colore blu, e una di esse era stata calpestata inavvertitamente dalla ragazza. Perkins pensò: «Buon Dio!, ha accanto a sé una ragazza così carina e tutto quello che riesce a fare è pensare alle sue scarpe di camoscio blu!»
La sera stessa Perkins iniziò a lavorare ad una canzone circa il curioso fatto di cui era stato testimone.
Secondo quanto affermato dal chitarrista stesso, egli completò la canzone il 17 dicembre 1955.

## Cover
Elvis Presley registrò una sua versione del brano nel singolo Blue Suede Shoes/Tutti Frutti, pubblicato nel settembre 1956.
Secondo Scotty Moore, all'epoca chitarrista di Elvis, quando la canzone fu registrata: "Andammo in studio e iniziammo a suonare improvvisando. Abbiamo semplicemente seguito i gusti di Elvis". 
Secondo altri resoconti, confermati dallo stesso Sam Philiphs, su richiesta dello stesso Elvis i produttori della RCA accettarono di non pubblicare il suo singolo fin tanto che l'omonimo singolo di Carl Perkins fosse stato ancora di successo.

## Curiosità
- La canzone viene citata in Rocker degli AC/DC, traccia dell'album Dirty Deeds Done Dirt Cheap.[3]
- Il brano – nella versione di Perkins – fece parte del repertorio dei Quarry Men fino al 1961, quando erano ormai divenuti Beatles. La voce solista era quella di John Lennon[4].